# Hruštín
Hruštín este o comună slovacă, aflată în districtul Námestovo din regiunea Žilina. Localitatea se află la altitudinea de 697 m deasupra n.m., se întinde pe o suprafață de 36,51 km2 și în 2017 număra 3.155 de locuitori. Se învecinează cu comuna Babín.

## Istoric
Localitatea Hruštín este atestată documentar din 1588.

## Demografie
| An:                | 1994 | 2004   | 2014   | 2024   |
| ------------------ | ---- | ------ | ------ | ------ |
| Număr de persoane: | 3057 | 3215   | 3153   | 3184   |
| Diferență:         |      | +5,16% | −1,92% | +0,98% |

| An:                | 2023 | 2024   |
| ------------------ | ---- | ------ |
| Număr de persoane: | 3190 | 3184   |
| Diferență:         |      | −0,18% |